# Iglesia de Nuestra Señora de Fátima (Málaga)
La iglesia de Nuestra Señora de Fátima es un templo cristiano católico de la ciudad de Málaga, Andalucía (España).
Situado en la margen derecha del río Guadalmedina, en el barrio de La Trinidad, fue construido en 1961, según el diseño del arquitecto Fernando Morilla Cabello. El templo mezcla características del estilo moderno y elementos neogóticos. Destacan su alto hastial compartimentado para integrar las campanas y la sucesión de arcos ojivales diafragma que sustentan la cubierta en el interior. 
En el templo tiene su sede la Hermandad de Nuestra Señora de Fátima.